# Religión en el Reino Unido
La religión en el Reino Unido abarca una amplia variedad de creencias y comunidades, así como uno de los mayores porcentajes mundiales de población que se declara no religiosa.
En el Reino Unido existe libertad de culto pero algunos de sus países constituyentes tienen una religión oficial. Así, la religión oficial de Inglaterra es la denominación anglicana del cristianismo, cuyo jefe es el monarca del Reino Unido. Los 26 obispos de la iglesia anglicana de Inglaterra se sientan en la Cámara de los Lores (cámara alta del Parlamento Británico). La presbiteriana es la iglesia oficial de Escocia, de la cual el monarca es miembro pero no jefe. También se profesan otras denominaciones cristianas como la católica, la baptista, la adventista o el cuaquerismo, así como el islamismo, el budismo, el hinduismo, el sijismo y el judaísmo. Alrededor del 37 % de la población inglesa y galesa no practica ninguna religión (dato de 2021).
Históricamente, la mayoría de la población británica era de religión cristiana, y desde la era isabelina mayoritariamente de profesión anglicana. Sin embargo, en las últimas décadas del siglo XX y el siglo XXI se ha ido produciendo un abandono progresivo del cristianismo, de manera que para 2021 en Inglaterra y Gales menos de la mitad de la población se consideraba cristiana (un 46% frente al 72% de 2001) y solo había un 1% de anglicanos practicantes.
En Escocia la Iglesia Presbiteriana oficial cuenta con más de dos millones de miembros, y en Irlanda del Norte la población se divide mayoritariamente entre protestantes y católicos. En Gales, por otro lado, no existe una iglesia oficialmente establecida, desde el derrocamiento de la Iglesia Anglicana en 1920, pero las más concurridas son la metodista y la bautista.
- Cristianismo
  - Comunión anglicana
    - Iglesia de Inglaterra
    - Iglesia episcopal escocesa
    - Iglesia de Gales
    - Iglesia de Irlanda
    - Diócesis anglicana de territorios británicos en las Antillas o islas del mar Caribe (Iglesia de Inglaterra)
    - Parroquia de las Islas Malvinas (Iglesia de Inglaterra)
    - Parroquia de las Islas Georgias del Sur y Sandwich del Sur (Iglesia de Inglaterra)
    - Parroquia de Acrotiri y Dhekelia (Iglesia de Inglaterra)
    - Parroquia de las Islas Pitcairn (Iglesia de Inglaterra)
    - Parroquia de Gibraltar (Iglesia de Inglaterra)
    - Parroquia de Territorio Antártico Británico (Iglesia de Inglaterra)
    - Parroquia de Territorio Británico del Océano Índico (Iglesia de Inglaterra)

  - Iglesia católica en el Reino Unido-Iglesia católica
    - Iglesia católica en Inglaterra y Gales

  - Presbiterianismo
    - Comunión Mundial de Iglesias Reformadas
      - Iglesia de Escocia
      - Iglesia presbiteriana en Irlanda
      - Iglesia presbiteriana de Gales
      - Iglesia reformada unida
      - Unión de Independientes Galeses

    - Iglesia libre de Escocia

  - Otras ramas Cristianas (menos del 1 % del total de cristianos en el Reino Unido)
    - Iglesia metodista
    - Unión Bautista de Gran Bretaña
    - Sociedad Religiosa de los Amigos
    - Iglesia Adventista del Séptimo Día
    - Testigos de Jehová
    - Movimiento de los Santos de los Últimos Días
- Budismo
- Hinduismo
- Judaísmo
- Islam
- Sijismo
- Otras religiones
- Irreligión

## Encuestas

Porcentaje de personas que se declaran cristianas según el censo de 2011.

Las estadísticas para la actual religión (no la religión de nacimiento, que también fue preguntada) del Censo de Reino Unido de 2011 y las estadísticas correspondientes al censo de 2001 están en la siguiente tabla.

| Religión        | Inglaterra | Inglaterra | Gales     | Gales | Inglaterra y Gales | Inglaterra y Gales | Escocia   | Escocia | Gran Bretaña | Gran Bretaña | Irlanda del Norte | Irlanda del Norte | Reino Unido | Reino Unido |
| Religión        | Fieles     | %          | Fieles    | %     | Fieles             | %                  | Fieles    | %       | Fieles       | %            | Fieles            | %                 | Fieles      | %           |
| --------------- | ---------- | ---------- | --------- | ----- | ------------------ | ------------------ | --------- | ------- | ------------ | ------------ | ----------------- | ----------------- | ----------- | ----------- |
| Cristianismo    | 31,479,876 | 59.4       | 1,763,299 | 57.6  | 33,243,175         | 59.3               | 2,850,199 | 53.8    | 36,093,374   | 58.8         | 1,490,588         | 82.3              | 37,583,962  | 59.5        |
| Islam           | 2,660,116  | 5.0        | 45,950    | 1.5   | 2,706,066          | 4.8                | 76,737    | 1.4     | 2,782,803    | 4.5          | 3,832             | 0.21              | 2,786,635   | 4.4         |
| Hinduismo       | 806,199    | 1.5        | 10,434    | 0.34  | 816,633            | 1.5                | 16,379    | 0.3     | 833,012      | 1.4          | 2,382             | 0.13              | 835,394     | 1.3         |
| Sijismo         | 420,196    | 0.8        | 2,962     | 0.1   | 423,158            | 0.8                | 9,055     | 0.2     | 432,213      | 0.7          | 216               | 0.01              | 432,429     | 0.7         |
| Judaísmo        | 261,282    | 0.5        | 2,064     | 0.1   | 263,346            | 0.5                | 5,887     | 0.1     | 269,233      | 0.4          | 335               | 0.02              | 269,568     | 0.4         |
| Budismo         | 238,626    | 0.5        | 9,117     | 0.3   | 247,743            | 0.4                | 12,795    | 0.2     | 260,538      | 0.4          | 1,046             | 0.06              | 261,584     | 0.4         |
| Otras           | 227,825    | 0.4        | 12,705    | 0.4   | 240,530            | 0.4                | 15,196    | 0.3     | 255,726      | 0.4          | 7,048             | 0.39              | 262,774     | 0.4         |
| Irreligión      | 13,114,232 | 24.7       | 982,997   | 32.1  | 14,097,229         | 25.1               | 1,941,116 | 36.7    | 16,038,345   | 26.1         | 183,164           | 10.1              | 16,221,509  | 25.7        |
| No especificado | 3,804,104  | 7.2        | 233,928   | 7.6   | 4,038,032          | 7.2                | 368,039   | 7.0     | 4,406,071    | 7.2          | 122,252           | 6.8               | 4,528,323   | 7.2         |
| Población Total | 53,012,456 | 100.0      | 3,063,456 | 100.0 | 56,075,912         | 100.0              | 5,295,403 | 100.0   | 61,371,315   | 100.0        | 1,810,863         | 100.0             | 63,182,178  | 100.0       |

| Religión        | Inglaterra | Inglaterra | Gales     | Gales | Inglaterra y Gales | Inglaterra y Gales | Escocia   | Escocia | Gran Bretaña | Gran Bretaña | Irlanda del Norte | Irlanda del Norte | Reino Unido | Reino Unido |
| Religión        | Fieles     | %          | Fieles    | %     | Fieles             | %                  | Fieles    | %       | Fieles       | %            | Fieles            | %                 | Fieles      | %           |
| --------------- | ---------- | ---------- | --------- | ----- | ------------------ | ------------------ | --------- | ------- | ------------ | ------------ | ----------------- | ----------------- | ----------- | ----------- |
| Cristianismo    | 35,251,244 | 71.7       | 2,087,242 | 71.9  | 37,338,486         | 71.8               | 3,294,545 | 65.1    | 40,633,031   | 71.2         | 1,446,386         | 85.8              | 42,079,417  | 71.6        |
| Islam           | 1,524,887  | 3.1        | 21,739    | 0.7   | 1,546,626          | 3.0                | 42,557    | 0.8     | 1,589,183    | 2.8          | 1,943             | 0.12              | 1,591,126   | 2.7         |
| Hinduismo       | 546,982    | 1.1        | 5,439     | 0.2   | 552,421            | 1.1                | 5,564     | 0.1     | 557,985      | 1.0          | 825               | 0.05              | 558,810     | 1.0         |
| Sijismo         | 327,343    | 0.7        | 2,015     | 0.1   | 329,358            | 0.6                | 6,572     | 0.1     | 335,930      | 0.6          | 219               | 0.0               | 336,149     | 0.6         |
| Judaísmo        | 257,671    | 0.5        | 2,256     | 0.1   | 259,927            | 0.5                | 6,448     | 0.1     | 266,375      | 0.5          | 365               | 0.0               | 266,740     | 0.5         |
| Budismo         | 139,046    | 0.3        | 5,407     | 0.2   | 144,453            | 0.3                | 6,830     | 0.1     | 151,283      | 0.3          | 533               | 0.0               | 151,816     | 0.3         |
| Otras           | 143,811    | 0.3        | 6,909     | 0.2   | 150,720            | 0.3                | 26,974    | 0.5     | 177,694      | 0.3          | 1,143             | 0.1               | 178,837     | 0.3         |
| Irreligión      | 7,171,332  | 14.6       | 537,935   | 18.5  | 7,709,267          | 14.8               | 1,394,460 | 27.6    | 9,103,727    | 15.9         | 233,853           | 13.9              | 13,626,299  | 23.2        |
| No especificado | 3,776,515  | 7.7        | 234,143   | 8.1   | 4,010,658          | 7.7                | 278,061   | 5.5     | 4,288,719    | 7.5          | 233,853           | 13.9              | 13,626,299  | 23.2        |
| Población Total | 49,138,831 | 100.0      | 2,903,085 | 100.0 | 52,041,916         | 100.0              | 5,062,011 | 100.0   | 57,103,927   | 100.0        | 1,685,267         | 100.0             | 58,789,194  | 100.0       |

## Cristianismo
El Reino Unido se formó en 1707 por la unión de estados previamente independientes. En consecuencia, la mayoría de los grupos religiosos más grandes no tienen estructuras organizativas en todo el Reino Unido. Mientras que algunos grupos tienen estructuras separadas para cada país individual del Reino Unido, otros tienen una estructura única que cubre Inglaterra y Gales o toda Gran Bretaña. Del mismo modo, debido a la creación relativamente reciente de Irlanda del Norte en 1921, la mayoría de los principales grupos religiosos de Irlanda del Norte se organizan en toda Irlanda.

### Anglicanismo
La Iglesia de Inglaterra es la iglesia establecida en Inglaterra. Sus obispos más antiguos se sientan en el parlamento nacional y el monarca británico (actualmente Carlos III) es su gobernador supremo. También es la "iglesia madre" de la Comunión Anglicana mundial. La Iglesia de Inglaterra se separó de la Iglesia Católica en 1534 y se convirtió en la iglesia establecida por una Ley del Parlamento en la Ley de Supremacía, comenzando una serie de eventos conocidos como la Reforma Inglesa.
Históricamente ha sido la denominación cristiana predominante en Inglaterra y Gales, en términos de influencia y número de adherentes.
La Iglesia Episcopal de Escocia, que es parte de la Comunión Anglicana (pero no una "iglesia hija" de la Iglesia de Inglaterra), data del establecimiento final del pretorianismo en Escocia en 1690, cuando se separó de la Iglesia de Escocia. En la década de 1920, la Iglesia en Gales se desestableció y se independizó de la Iglesia de Inglaterra, pero permanece en la Comunión Anglicana. 
Durante los años 2012 a 2014, el número de miembros de la Iglesia de Inglaterra se redujo en alrededor de 1,7 millones.

### Catolicismo

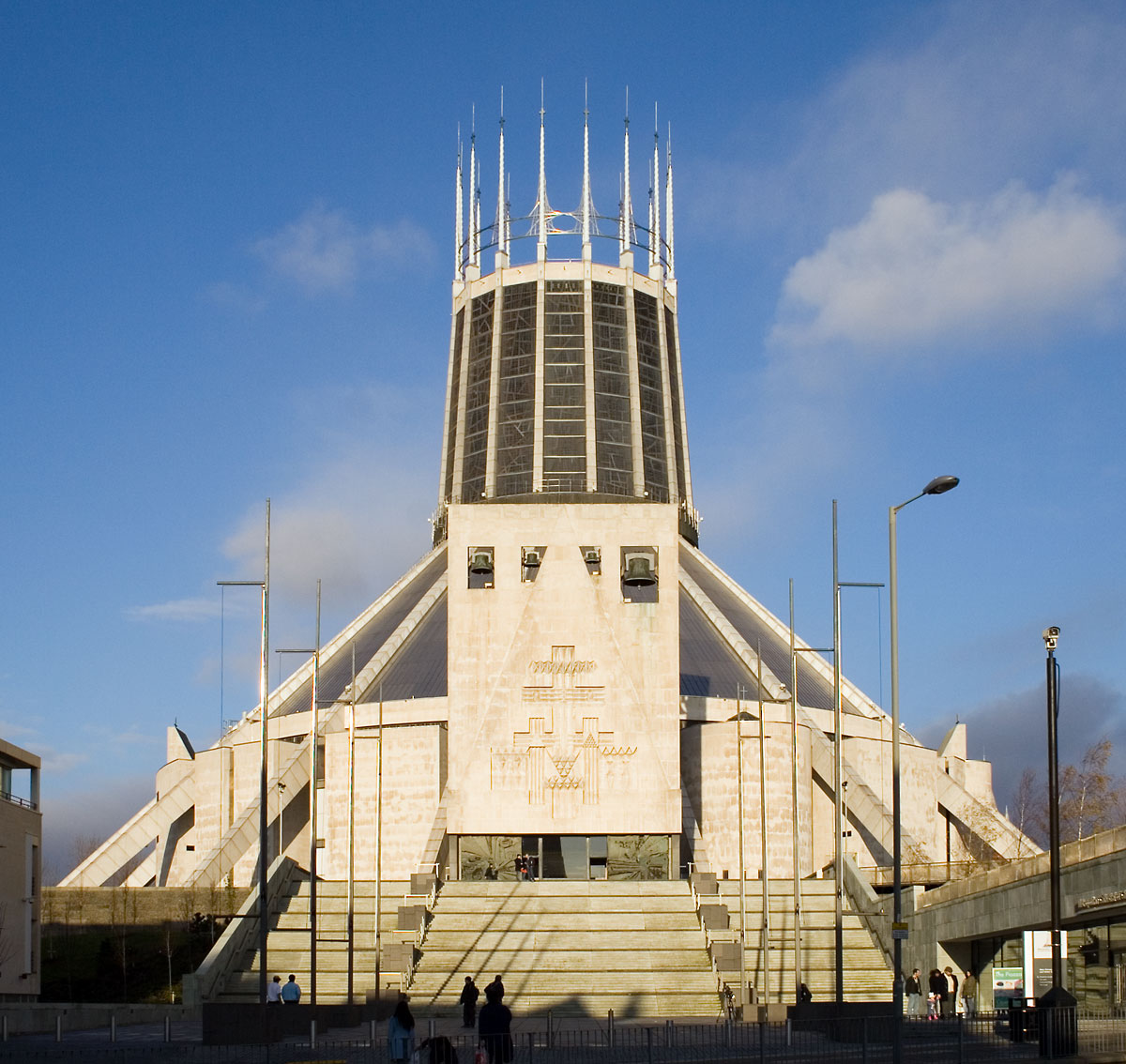
Catedral Metropolitana de Liverpool, Liverpool

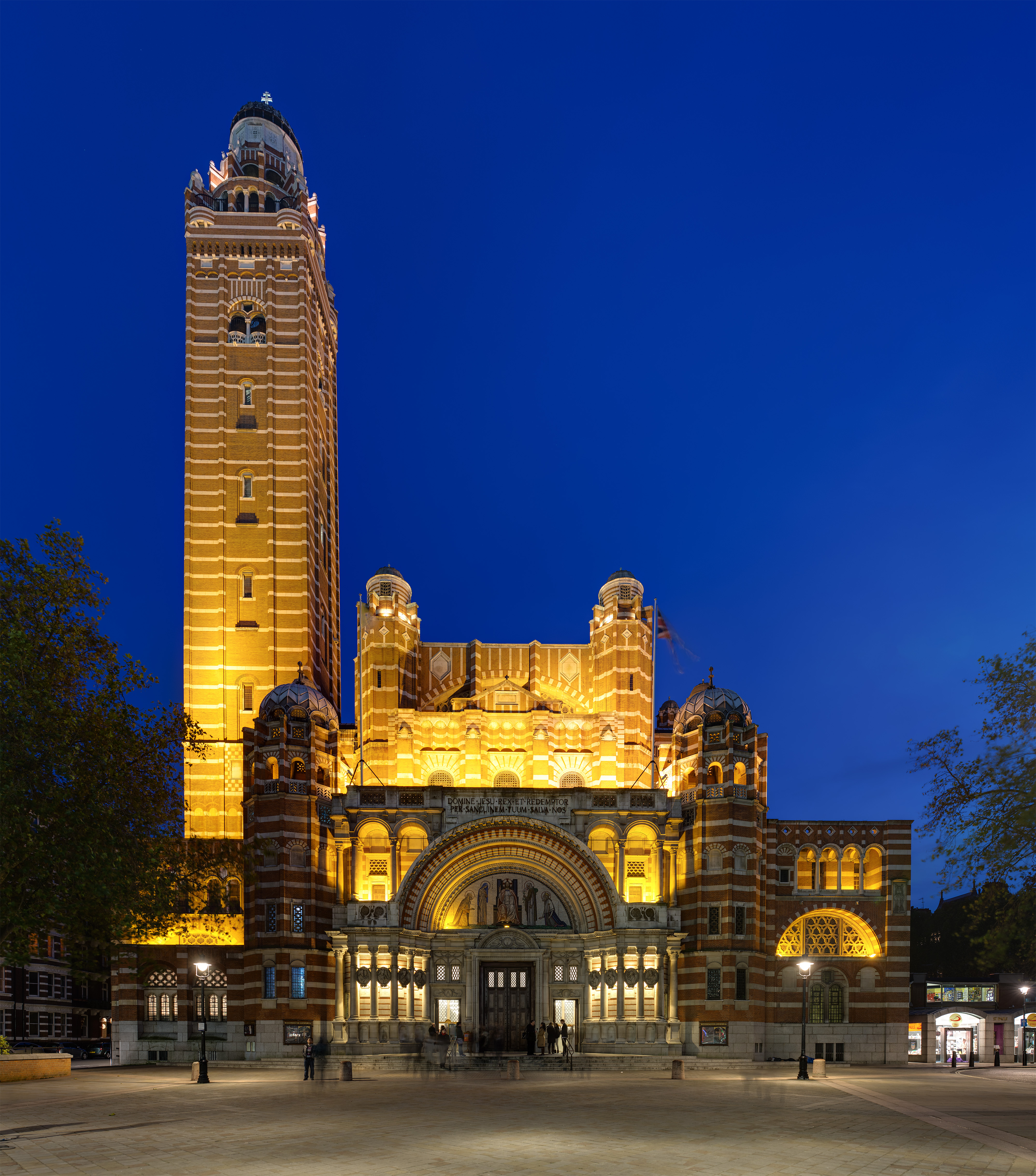
Catedral de Westminster, Londres, Inglaterra.

La Iglesia católica tiene organizaciones nacionales separadas para Inglaterra, Gales y Escocia, lo que significa que no existe una jerarquía única para la Iglesia católica en el Reino Unido. El catolicismo es la segunda denominación más grande en Inglaterra y Gales, con alrededor de cinco millones de miembros, principalmente en Inglaterra. Sin embargo, hay un solo nuncio apostólico en Gran Bretaña, actualmente el arzobispo Edward Joseph Adams. El catolicismo es también la segunda denominación cristiana más grande de Escocia, representando una quinta parte de la población. El nuncio apostólico para toda Irlanda (tanto Irlanda del Norte como la República de Irlanda) es Jude Thaddeus Okolo. Los católicos de rito oriental en el Reino Unido son atendidos por su propio clero y no pertenecen a las diócesis de la Iglesia latina, estando igualmente en plena comunión con el obispo de Roma.
En grandes partes de Irlanda del Norte, el catolicismo es la religión dominante. También en algunas áreas del consejo escocés, los católicos superan en número a otras religiones, incluso en la más poblada: los católicos superan en número a los miembros de la Iglesia de Escocia en la ciudad de Glasgow (27% versus 23%). Otras áreas del consejo en las que los católicos superan en número a los miembros de la Iglesia de Escocia son North Lanarkshire, Inverclyde y West Dunbartonshire, según el censo de Escocia de 2011
En 2011, en total había aproximadamente 5.7 millones de católicos en el Reino Unido; 4 155 100 en Inglaterra y Gales (10 %), 9 841 053 en Escocia (15,9 %), 1011 y 738 033 en Irlanda del Norte (45,76%).

## Islam

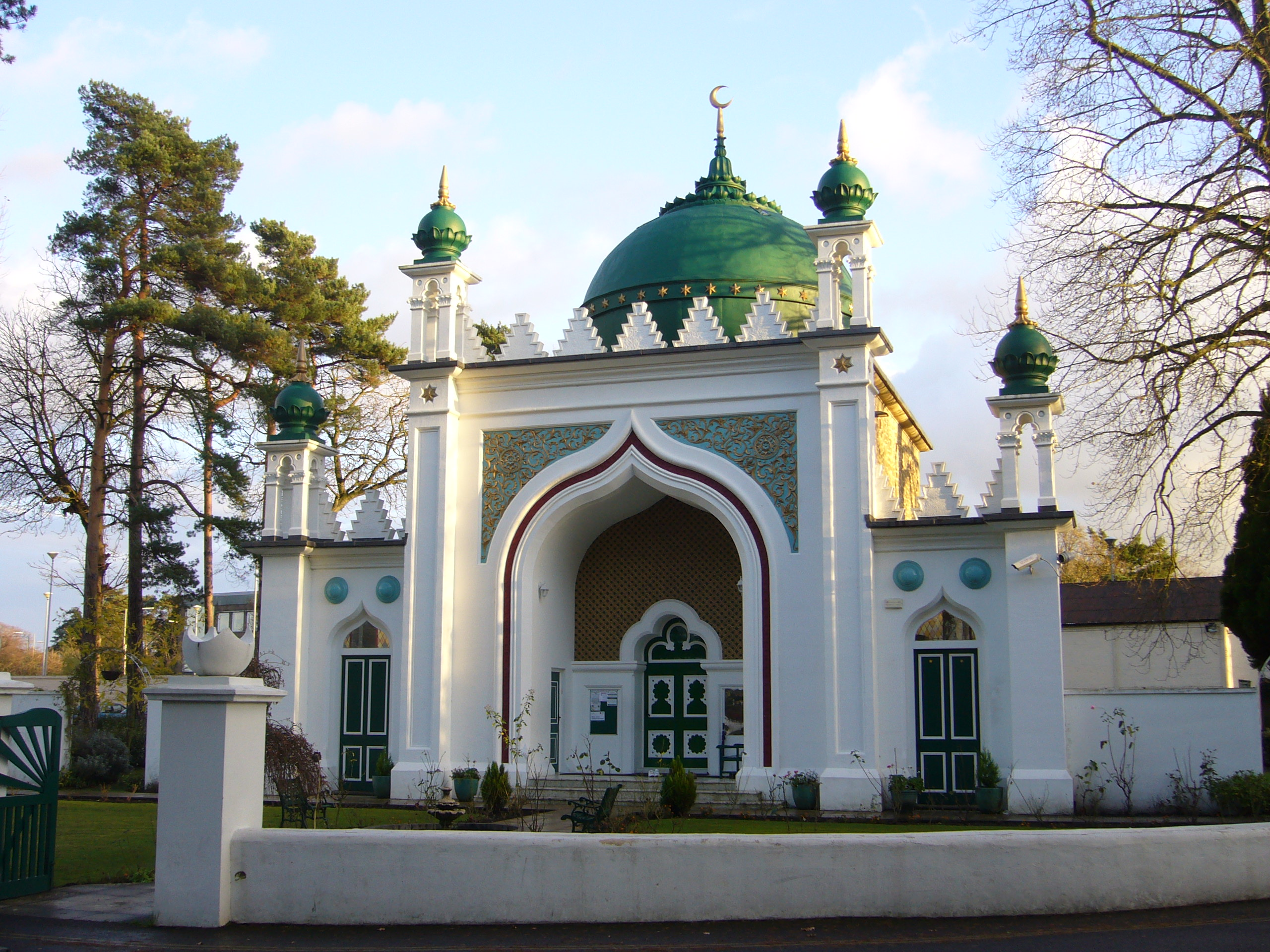
Mezquita Shah Jahan en Woking, es la mezquita construida expresamente más antigua del Reino Unido.

Las estimaciones en 2009 sugirieron un total de aproximadamente 2.4 millones de musulmanes en todo el Reino Unido. Según el Foro Pew sobre Religión y Vida Pública, el número de musulmanes en Gran Bretaña podría ser de hasta 3 millones. La gran mayoría de los musulmanes en el Reino Unido vive en Inglaterra y Gales: de 1,591,126 musulmanes registrados en el censo de 2001, 1,546,626 vivían en Inglaterra y Gales, donde forman el 3 por ciento de la población; 42,557 vivían en Escocia, formando el 0.8 por ciento de la población;  y 1.943 vivían en Irlanda del Norte. Entre 2001 y 2009, la población musulmana aumentó aproximadamente 10 veces más rápido que el resto de la sociedad